# Torre F. Ballbè
Torre F. Ballbè és una obra de Matadepera (Vallès Occidental) protegida com a Bé Cultural d'Interès Local.

## Descripció
Torre de planta i mirador central de reduïda alçada. El volum defuig la verticalitat.
La coberta, de teula àrab, a quatre vessants, composta alhora per diferents nivells, és visible des de la via pública.
A les façanes domina el pla i les línies horitzontals, tant en les obertures com en el tractament dels elements decoratius, marcs, ampits i les motllures perimetrals. Destaquem la unitat del tractament de les façanes refermada per la textura de la superfície, arrebossada en la seva totalitat, i per l'harmonia cromàtica del conjunt. Mostren unitat també els elements més distants, com són el garatge i la tanca exterior. L'espai del jardí i la seva composició s'adequa de manera notable a l'estil del conjunt de l'edificació.
Exemple de torre d'estiueig de primer terç del segle xx, amb un cert estil racionalista i molt integrada a l'entorn.